# Вибухи житлових будинків у Росії
Вибухи житлових будинків у Росії — серія терористичних актів у російських містах Буйнакськ, Москва та Волгодонськ 4–16 вересня 1999 року. Унаслідок терактів 307 осіб загинули, понад 1700 дістали поранення різного ступеня тяжкості або постраждали в тій чи іншій мірі.
На думку багатьох спостерігачів і аналітиків, у тому числі дослідника й історика Юрія Фельштинського, колишніх співробітників ФСБ Олександра Литвиненка, Михайла Трепашкіна, політолога Андрія Піонтковського та багатьох інших — вибухи були організовані ФСБ з такими цілями:
- для залякування безпосередніх політичних конкурентів на посади президента та прем'єр-міністра РФ (блок Євген Примаков—Юрій Лужков);
- згортання інститутів демократичного суспільства та встановлення в країні поліцейського режиму ФСБ,
- підготовка суспільної думки для розгортання війни на придушення національно-визвольних рухів на Північному Кавказі (в першу чергу — ліквідація незалежності Чечні);
- підняття рейтингу маловідомого суспільству Володимира Путіна, який за кілька місяців до цього був призначений офіційним «наступником» президента Бориса Єльцина;
- згуртування суспільства навколо силовиків.

Згідно зі значно пізнішою офіційною версією[джерело?] та заочними вироками судових органів Росії, теракти були організовані і профінансовані керівниками незаконного збройного формування Ісламський інститут «Кавказ» Еміром аль-Хаттабом і Абу Умаром, і вчинені найнятими ними групами північнокавказьких бойовиків[джерело?].

Як зазначив російський історик Юрій Фельштинський:
У вересневих подіях 1999 року навіть за версією ФСБ не брали участь чеченці — жоден чеченець навіть за версією ФСБ, Володимира Путіна, Миколи Патрушева — у вересневих подіях 1999 року не брав участі. А між тим через них була розпочата Друга чеченська війна. Так що вересень 1999 це чистий, доведений випадок злочину спецслужб Росії проти народу.

## Цікаві факти
- Користувачі інтернету відзначають істотний збіг рис російського диверсанта і терориста, полковника ГРУ Ігоря Гіркіна з фотороботом одного з російських терористів, що брав участь у підривах будинків у Росії у 1999 році[2][3][4][5][6][7][7][7][8].
- Спікер Думи оголосив «Підриви у Волгодонську» до того, як вони були здійснені. Депутат Думи Володимир Жириновський запитав «Чому?», але його позбавили права виступу[9].